# Graceville (Floryda)
Graceville – miasto w Stanach Zjednoczonych, w stanie Floryda, w hrabstwie Jackson.